# 三重県道580号白山小津線
三重県道580号白山小津線（みえけんどう580ごう はくさんおづせん）は、三重県津市から松阪市に至る一般県道である。

## 概要
津市白山町川口から松阪市小津町に至る。

### 路線データ
- 起点：津市白山町川口（関ノ宮交差点、三重県道15号久居美杉線交点、三重県道664号垣内御城線終点）
- 終点：松阪市小津町（小津町南交差点、国道166号交点）
- 総延長：14.889 km

## 歴史
- 1972年（昭和47年）12月1日 - 路線認定[1]。

## 路線状況

### 重複区間
- 三重県道43号一志美杉線・三重県道666号八知下多気一志線（津市一志町波瀬）
- 中勢広域農道（津市一志町波瀬 - 松阪市嬉野権現前町）
- 三重県道67号一志嬉野線（松阪市嬉野島田町 - 松阪市嬉野八田町・島田橋南交差点）
- 三重県道30号嬉野美杉線（松阪市嬉野八田町・島田橋南交差点 - 松阪市嬉野下之庄町・須太橋東交差点）

### 道路施設

#### 橋梁
- 市場橋（弁天川、津市）
- 島田橋（中村川、松阪市、三重県道67号一志嬉野線重複区間内）
- 島田橋（大谷橋、松阪市、三重県道30号嬉野美杉線重複区間内）
- 大門橋（大門川、松阪市）
- 第一小沼橋（松阪市）

### 通過するバス路線
松阪市嬉野権現前町から同市嬉野八田町までの区間を以下の路線バスが通過する。
- 三重交通嬉野線（三重交通松阪営業所管内）

### 交通量
平日12時間交通量
| 地点               | 交通量  |
| ------------------ | ------- |
| 松阪市嬉野島田町   | 3,451台 |
| 松阪市嬉野津屋城町 | 3,438台 |

## 地理

### 通過する自治体
- 三重県
  - 津市 - 松阪市

### 交差する道路
| 交差する道路 | 市町村名 | 交差する場所 | 交差する場所          |
| --- | -------- | ------------ | --------------------- |
| 三重県道15号久居美杉線 三重県道664号垣内御城線                                                                            | 津市     | 白山町川口   | 関ノ宮交差点 / 起点   |
| 三重県道43号一志美杉線 重複区間起点 三重県道666号八知下多気一志線 重複区間起点 中勢広域農道 / グリーンロード 重複区間起点 | 津市     | 一志町波瀬   |                       |
| 三重県道43号一志美杉線 重複区間終点 三重県道666号八知下多気一志線 重複区間終点                                            | 津市     | 一志町波瀬   |                       |
| 三重県道67号一志嬉野線 重複区間起点                                                                                       | 松阪市   | 嬉野島田町   |                       |
| 三重県道30号嬉野美杉線 重複区間起点 三重県道67号一志嬉野線 重複区間終点                                                   | 松阪市   | 嬉野八田町   | 島田橋南交差点        |
| 三重県道58号松阪一志線 | 松阪市   | 嬉野下之庄町 | 下之庄交差点          |
| 三重県道30号嬉野美杉線 重複区間終点                                                                                       | 松阪市   | 嬉野下之庄町 | 須太橋東交差点        |
| 中勢広域農道 / グリーンロード 重複区間終点                                                                                | 松阪市   | 嬉野権現前町 |                       |
| 三重県道24号松阪久居線 | 松阪市   | 嬉野須賀領町 | 須賀領交差点          |
| 国道166号 | 松阪市   | 小津町       | 小津町南交差点 / 終点 |

### 交差する鉄道
- 名松線
- 近鉄山田線
- 紀勢本線

### 沿線
沿線にはゴルフ場が多数立地する。
- JR東海名松線
  - 関ノ宮駅 - 権現前駅
- パール電球製作所 三重工場
- 三重白山ゴルフ倶楽部
- 伊勢湾カントリークラブ
- 白山ヴィレッジゴルフ倶楽部
- 名松ゴルフクラブ
- 富士OGMエクセレントクラブ一志温泉ゴルフ場
- 一志ピッグファーム
- 西日本セブンスリーゴルフクラブ
- メトロポリタン倶楽部
- 松阪市立豊地小学校
- 松阪市立嬉野中学校
- 三重県畜産研究所
- JAみえなか 嬉野支店権現前店
- 松阪地区広域消防組合 松阪北消防署
- 松阪市役所 嬉野地域振興局
- 近鉄山田線 伊勢中原駅
- JR東海紀勢本線 六軒駅